# حسین طالع
حسین طالعریاست اداره معاضدت قضائی کانون وکلا و همچنین عضویت در دوره‌های ۲۹، ۳۰ و ۳۲ هیئت‌مدیره کانون مذکور از دیگر سوابق وی می‌باشد؛ طالع همچنین با با ۲۲۷۱ رای، در انتخابات دوره ۳۱ هیئت مدیره کانون وکلای دادگستری مرکز، بیشترین تعداد رای ادوار انتخابات مزبور را به خود اختصاص داد.